# Pierwszy rząd Stefana Löfvena

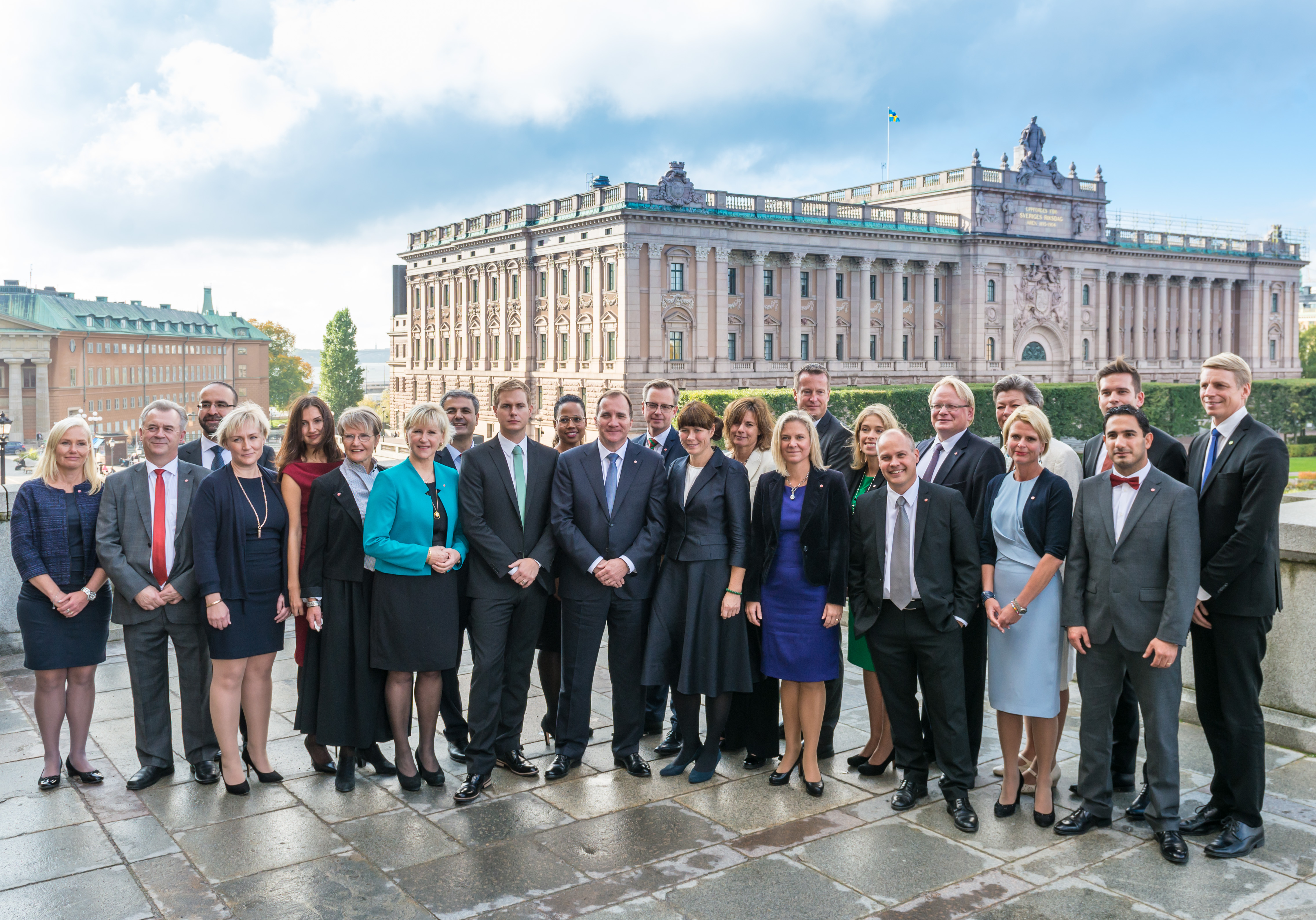
Pierwszy rząd Stefana Löfvena w dniu powołania

Pierwszy rząd Stefana Löfvena – rząd Szwecji powstały po wyborach parlamentarnych w 2014. Rozpoczął funkcjonowanie 3 października 2014, a zakończył 21 stycznia 2019.
Utworzyły go ugrupowania lewicowe – Szwedzka Socjaldemokratyczna Partia Robotnicza (SAP) i Partia Zielonych (MP). Zastąpił centroprawicowy rząd Fredrika Reinfeldta. Gabinet powstał jako rząd mniejszościowy, ugrupowania koalicyjne uzyskały w wyborach 138 mandatów w 349-osobowym Riksdagu. 25 maja 2016 premier ogłosił pierwszą rekonstrukcję rządu.
W wyborach w 2018 stanowiąca zaplecze rządu koalicja utraciła kilkanaście mandatów. 25 września 2018 premier przegrał w nowym parlamencie głosowanie nad wotum zaufania, co rozpoczęło procedurę dymisji rządu.
Po długotrwałych rozmowach koalicyjnych w styczniu 2019 opozycyjne dotąd partie liberałów i centrystów zadeklarowały umożliwienie reelekcji Stefana Löfvena, podpisując porozumienie programowe i deklarując chęć uniemożliwienia uzyskania wpływów przez Szwedzkich Demokratów. Po kilku dniach wstrzymanie się od głosu zadeklarowała dotąd wspierająca gabinet Partia Lewicy. 18 stycznia 2019 lider socjaldemokratów ponownie został zatwierdzony na urzędzie premiera – 155 posłów było przeciw, wybór umożliwiły jednak głosy popierające jego kandydaturę (115) i wstrzymujące się (77), co łącznie stanowiło większość wśród głosujących.
Rząd zakończył funkcjonowanie 21 stycznia 2019, gdy powołano ministrów drugiego rządu Stefana Löfvena.

## Skład rządu
| Stanowisko                                                  | Minister                                                                | Partia         |
| Biuro Premiera                                              | Biuro Premiera                                                          | Biuro Premiera |
| ----------------------------------------------------------- | ----------------------------------------------------------------------- | -------------- |
| Premier                                                     | Stefan Löfven                                                           | SAP            |
| Minister ds. strategii, przyszłości i współpracy nordyckiej | Kristina Persson (do 25 maja 2016)                                      | SAP            |
| Minister ds. koordynacji i energii                          | Ibrahim Baylan (od 25 maja 2016)                                        | SAP            |
| Ministerstwo Sprawiedliwości                                |                                                                         |                |
| Minister sprawiedliwości i migracji                         | Morgan Johansson (do 27 lipca 2017)                                     | SAP            |
| Minister sprawiedliwości i spraw wewnętrznych               | Morgan Johansson (od 27 lipca 2017)                                     | SAP            |
| Minister spraw wewnętrznych                                 | Anders Ygeman (do 27 lipca 2017)                                        | SAP            |
| Minister migracji, wiceminister sprawiedliwości             | Heléne Fritzon (od 27 lipca 2017)                                       | SAP            |
| Ministerstwo Spraw Zagranicznych                            |                                                                         |                |
| Minister spraw zagranicznych                                | Margot Wallström                                                        | SAP            |
| Minister rozwoju współpracy międzynarodowej                 | Isabella Lövin                                                          | MP             |
| Minister ds. stosunków europejskich i handlu                | Ann Linde                                                               | SAP            |
| Ministerstwo Obrony                                         |                                                                         |                |
| Minister obrony                                             | Peter Hultqvist                                                         | SAP            |
| Ministerstwo Spraw Społecznych                              |                                                                         |                |
| Minister opieki socjalnej                                   | Annika Strandhäll (do 27 lipca 2017)                                    | SAP            |
| Minister spraw społecznych                                  | Annika Strandhäll (od 27 lipca 2017)                                    | SAP            |
| Minister zdrowia publicznego, opieki zdrowotnej i sportu    | Gabriel Wikström (do 27 lipca 2017)                                     | SAP            |
| Minister ds. dzieci, osób starszych i równości płci         | Åsa Regnér (do 8 marca 2018) Lena Hallengren (od 8 marca 2018)          | SAP            |
| Ministerstwo Finansów                                       |                                                                         |                |
| Minister finansów                                           | Magdalena Andersson                                                     | SAP            |
| Minister ds. rynków finansowych i konsumentów               | Per Bolund                                                              | MP             |
| Minister administracji publicznej                           | Ardalan Shekarabi                                                       | SAP            |
| Ministerstwo Edukacji                                       |                                                                         |                |
| Minister edukacji                                           | Gustav Fridolin                                                         | MP             |
| Minister szkolnictwa policealnego i edukacji dorosłych      | Aida Hadžialić (do 15 sierpnia 2016) Anna Ekström (od 13 września 2016) | SAP            |
| Minister szkolnictwa wyższego i badań naukowych             | Helene Hellmark Knutsson                                                | SAP            |
| Ministerstwo Środowiska                                     |                                                                         |                |
| Minister klimatu i środowiska                               | Åsa Romson (do 25 maja 2016) Karolina Skog (od 25 maja 2016)            | MP             |
| Minister energii                                            | Ibrahim Baylan (do 25 maja 2016)                                        | SAP            |
| Ministerstwo Przedsiębiorczości                             |                                                                         |                |
| Minister przedsiębiorczości i innowacji                     | Mikael Damberg                                                          | SAP            |
| Minister mieszkalnictwa, IT i urbanistyki                   | Mehmet Kaplan (do 18 kwietnia 2016)                                     | MP             |
| Minister mieszkalnictwa i cyfryzacji                        | Peter Eriksson (od 25 maja 2016)                                        | MP             |
| Minister infrastruktury                                     | Anna Johansson (do 27 lipca 2017) Tomas Eneroth (od 27 lipca 2017)      | SAP            |
| Minister obszarów wiejskich                                 | Sven-Erik Bucht                                                         | SAP            |
| Ministerstwo Kultury                                        |                                                                         |                |
| Minister kultury i demokracji                               | Alice Bah Kuhnke                                                        | MP             |
| Ministerstwo Zatrudnienia                                   |                                                                         |                |
| Minister zatrudnienia                                       | Ylva Johansson                                                          | SAP            |